# إشتفان فاركاس
إشتفان فاركاس (بالمجرية: Farkas István) هو لاعب كرة قدم مجري في مركز الدفاع، ولد في 16 يونيو 1984 في كيكسكيميت في المجر. لعب مع نادي كيكسكيميت.